# Rue Jules Destrée (Bruxelles)
Pour les articles homonymes, voir Rue Jules Destrée.
La rue Jules Destrée (en néerlandais : Jules Destréestraat) est une rue bruxelloise de la commune de Schaerbeek parallèle à la rue du Tilleul, qui va de la chaussée de Haecht à la rue Joseph Wauters en passant par la rue Adolphe Marbotin.
Elle prolonge la rue Henri Jacobs et est prolongée par la rue Alexandre De Craene.
Cette rue porte le nom d'un homme politique et écrivain belge, Jules Destrée, né à Marcinelle le 21 août 1863 et décédé à Bruxelles le 2 janvier 1936.

## Adresses notables
- nos 63-65 : Immeubles du Foyer Schaerbeekois